# Dose infectieuse
La dose infectieuse est la quantité de virus (on parle aussi de charge virale ou de titre viral) nécessaire et suffisante, chez un individu moyen, chez une espèce donnée, dans des conditions données (de laboratoire, ou naturelle, chez le fœtus, l'embryon, l'adulte, l'individu âgé) pour qu'un virus inhalé, ingéré ou inoculé par piqûre ou blessure se développe et provoque une maladie donnée. 
C'est une donnée qui peut être très importante pour certains modèles épidémiologiques ou écoépidémiologiques. Cependant la dose infectieuse n'est que l'un indice quantitatif, elle n'est pas - à elle seule - un indicateur épidémiologique prédictif suffisant. 
La virulence spécifique du variant du pathogène concerné, l'état de l'immunité (innée ou acquise) et de santé de l'organisme ou de l'organe récepteur, d'éventuelles co-infections, ainsi que les conditions de transmission sont d'autres facteurs déterminants.

## Unités de mesure
La dose infectieuse est généralement mesurée en quantité de virus par millilitre de fluide (sang en cas de transfusion sanguine, ou sécrétions, mucus, air expiré...) ; ou par gramme de tissu biologique s'il s'agit par exemple de la chair ou d'un organe d'un organisme infecté. 
La dose infectieuse 50 ou DI50 représente la dose ou le nombre d'agents pathogènes capables d'infecter 50% des hôtes d'un groupe expérimental en un temps donné. 

## Modes de mesures des particules potentiellement "contaminantes"
La question des modalités de mesure de la diffusion de particules virales en suspension dans l'air (bioaérosols) est plus complexe et non encore consensuelle.